# Dumaniant
Dumaniant, pseudonimo di Antoine-Jean Bourlin (Clermont-Ferrand, 11 aprile 1752 – Parigi, 26 settembre 1828), è stato un attore teatrale, commediografo e direttore teatrale francese.

## Biografia
Dopo aver esercitato per qualche anno il mestiere dell'avvocato, Dumaniant entrò in una compagnia comica che girava per le provincie, e per la  quale scrisse numerose commedie. Nel 1785 passò alle Variétés del Palais-Royal; infine fece parte della compagnia della Cité (1792). L'anno seguente abbandonò la carriera di attore, per la quale fu stimato pur senza eccellere, e diventò segretario e direttore di teatri.
Scrisse molte commedie, la prima delle quali fu Le Médecin malgré tout le monde, rappresentata a Parigi nel 1786, la migliore delle quali è Guerre ouverte ou ruse contre ruse (1786), divenuta un grande successo internazionale grazie a varie traduzioni; è una tipica commedia d'intrigo, dal vivacissimo intreccio, nel qual genere il Dumaniant si distinse particolarmente.
Pubblicò inoltre numerosi ricordi e scritti riguardanti il teatro, tra i quali: Réflexions sur la situation des théâtres (1809); Moyens de prévénir la décadence de l'art du comédien (1818).
Infine sono da ricordare le sue attività come poeta, romanziere e saggista.

## Teatro
- Le Médecin malgré tout le monde, (1786);
- Le Dragon de Thionville, (1786);
- Guerre ouverte, ou Ruse contre ruse, (1786);
- La Nuit aux avantures, (1787);
- Les Intrigants, ou Assaut de fourberies, (1787);
- La Belle Esclave, ou Valcour et Zéïla, (1787);
- L'Amant femme-de-chambre, (1787);
- La Loi de Jatab, ou le Turc à Paris, (1787);
- Urbélise et Lanval, ou la Journée aux aventures, (1788);
- Les Deux cousins, ou les Français à Séville, (1788);
- L'Honnête homme, ou le Rival généreux, (1789);
- Le Secret découvert, ou l'Arrivée du maître, (1789);
- Ricco, comédie en 2 actes et en prose, Paris, théâtre du Palais-Royal, (1789);
- La Double Intrigue, ou l'Aventure embarrassante, (1790);
- La Vengeance, (1791);
- La Journée difficile, ou les Femmes rusées, (1792);
- Beaucoup de bruit pour rien, (1793);
- Isaure et Gernance, ou les Réfugiés religionnaires, (1794);
- Les Ruses déjouées, (1798);
- Le Duel de Bambin, (1800);
- Les Calvinistes, ou Villars à Nîmes, (1800);
- Henri et Perrine, (1801);
- L'Hermite de Saverne, (1803);
- Brisquet et Jolicœur, (1804);
- Soyez plutôt maçon, (1804);
- Les Français en Alger, (1804);
- L'Adroite ingénue, ou la Porte secrète, (1805);
- L'Espiègle et le dormeur, ou le Revenant du château de Beausol, (1806);
- L'Homme en deuil de lui-même, (1806);
- La Famille des badauds, (1807);
- L'Hôtelier de Milan, (1807);
- Les Folles raisonnables, (1807);
- Grotius, ou le fort de Loevesteen, (1810);
- La Femme de 20 ans, (1811);
- Qui des deux a raison ? ou la Leçon de danse, (1813).